# Randall T. Schuh
Randall Tobias Schuh (* 11. Mai 1943 in Corvallis, Oregon) ist ein US-amerikanischer Entomologe, der sich auf Wanzen spezialisiert hat.

## Leben
Schuh, Sohn des Entomologen Joe Schuh (1910–1981), wuchs in Klamath Falls, Oregon, auf. Nach Abschluss seines Grundstudiums erwarb er 1965 einen Bachelor-Abschluss an der Oregon State University. Nachfolgend setzte er seine Laufbahn an der Michigan State University fort und arbeitete während des Sommers als Forschungspraktikant bei der National Science Foundation (NSF) unter der Leitung von John D. Lattin. 1967 erlangte er einen Master-Abschluss. 1971 wurde er mit der Dissertation The orthotylinae and phylinae (Hemiptera: Miridae) of South Africa with a phylogenetic analysis of the ant-mimetic tribes of the two subfamilies for the world an der University of Connecticut zum Ph.D. promoviert. Seine Karriere führte ihn 1978 als Assistant Professor an die City University of New York (CUNY), wo er die Methodik der Systematik und Biogeographie unterrichtete. 1988 wechselte er als Assistant Professor an das Department of Entomology der Cornell University. Er war auch Mitglied in Promotionsausschüssen an der University of Maryland und der Texas A&M University. Im September 1974 begann sein langjähriges Engagement am American Museum of Natural History in New York City als stellvertretender Kurator; im Jahr 1984 wurde er zum leitenden Kurator ernannt. Darüber hinaus hatte er von 1980 bis 1987 die Leitung der Entomologie-Abteilung inne und war von 1999 bis 2007 Leiter der Abteilung für Wirbellosen-Zoologie.
Schuh ist Autor von etwa 100 wissenschaftlichen Arbeiten, die sich hauptsächlich mit der Systematik, Biogeographie sowie der Ökologie von Raubwanzen befassen, sowie mit der Systematik und Phylogenie der gesamten Unterordnung Heteroptera. Zudem hat er an der Methodik der Systematik und der Kladistik gearbeitet. Er beschrieb eine neue Familie, eine neue Unterfamilie, mehrere Tribus, fast 100 neue Gattungen und über 630 neue Arten. Seine Sammlung umfasst über 100.000 Exemplare. Seine Doktorarbeit über die Weichwanzen-Unterfamilien Orthotylinae und Phylinae umfasst 332 Seiten, und die Revision der Phylinae in der Indopazifik-Region hat einen Umfang von 462 Seiten. Er erstellte einen globalen Katalog von Raubwanzen, der über 1300 Seiten umfasst. Mit einem Zuschuss der Planetary Biodiversity Inventories von 2,9 Millionen US-Dollar für die Erforschung der Systematik der Orthotylinae und Phylinae ermöglichte er die Entwicklung der Online-Anwendung Arthropod Easy Capture zur Datenerfassung von Sammlungen. Mit einem 4-Millionen-Dollar-Zuschuss für die Förderung der Digitalisierung biologischer Sammlungen realisierte er die Tri-Trophic Database, eine Datenbank über phytophage Wanzen, ihre Parasitoide und ihre Nahrungspflanzen. Dieses Datenarchiv enthält Informationen über mehr als 1,4 Millionen Wanzenexemplare. 1995 schrieb er in Zusammenarbeit mit James A. Slater das Handbuch True Bugs of the World. Im Jahr 2000 war er Mitautor des wissenschaftlichen Lehrbuchs Biological Systematics: Principles and Applications mit Andrew V. Z. Brower. 2020 veröffentlichte er mit Christiane Weirauch das Buch True Bugs of the World (Hemiptera: Heteroptera): Classification and Natural History.
Schuh saß in den Redaktionsbeiräten mehrerer wissenschaftlicher Zeitschriften, darunter Systematic Zoology von 1977 bis 1979, Journal of the New York Entomological Society von 1983 bis 1989 und Cladistics von 1990 bis 1993. Er war Chefredakteur der Fachzeitschrift Entomologica Americana. Er ist Mitglied der Entomological Society of America, Gründungsmitglied und ehemaliger Präsident der International Heteropterists Society und ehemaliger Präsident der New York Entomological Society.
Er ist mit Brenda Massie verheiratet, mit der er eine Tochter hat.

## Dedikationsnamen
47 Arten wurden zu Schuhs Ehren benannt, darunter
- Alchisme schuhi Creão-Duarte & Sakakibara, 1997
- Ambrysus schuhi Reynoso-Velasco & Sites, 2019
- Anommatocoris schuhi Guidoti, Montemayor, Campos & Guilbert, 2020
- Antiteuchus schuhi Engleman, 1983
- Aphelonotus schuhi Kment & Rédei, 2020
- Aphis schuhi Robinson, 1984
- Archaesalepta schuhi Grimaldi & Engel, 2013
- Brachystethus schuhi Jocélia Grazia, 2003
- Chinannus schuhi Knyshov, Leon, Hoey-Chamberlain & Weirauch, 2016
- Chinavia schuhi Schwertner & Grazia
- Coquillettia schuhi Wyniger, 2012
- Coridromius schuhi Linnavuori, 1994
- Decomia schuhi Yasunaga, 2010
- Deraeocoris schuhi Razafimahatratra & Lattin, 1983
- Dictyssa schuhi O’Brien, 1986
- Enicocephalus schuhi Wygodzinsky & Schmidt, 1991
- Epimixia schuhi Cassis, Symonds & Branson, 2019
- Ethatractus schuhi Linnavuori, 1993
- Goodeniaphila schuhi Tatarnic, 2009
- Hermatobates schuhi J.Polhemus & D.Polhemus, 2012
- Hyalochloria schuhi T.Henry, 1978
- Hynesionella schuhi J.Polhemus, 1998
- Isometopsallops schuhi Herczek & Popov, 1992
- Jadera schuhi Göllner-Scheiding, 1979
- Kirkaldyella schuhi Cassis & Moulds, 2002
- Labroplatys schuhi Rédei & Bu, 2012
- Leotichius schuhi Jung, Duwal & Lee, 2013
- Mafulemesa schuhi Tatarnic, 2012
- Mcateella schuhi Elias & Cassis, 2012
- Micracanthia schuhi Lattin, 1968
- Moissonia schuhi Duwal, Yasunaga & Lee, 2010
- Myiomma schuhi T.Henry, 1979
- Nisoscolopocerus schuhi Brailovsky, 2012
- Pahangiessa schuhi Heiss, 2010
- Paracaraptera schuhiana Heiss, 2011
- Parafurius schuhi Carvalho, 1985
- Perittopus schuhi Zettel, 2001
- Phytocoris schuhi Stonedahl, 1988
- Poeas schuhi Carvalho, 1985
- Pronozelus schuhi Forero, 2012
- Ranatra schuhi D.Polhemus & J.Polhemus, 2012
- Sulawesifulvius schuhi Gorczyca, Cherot & Stys, 2004
- Theraneis schuhi Stehlík, 2006
- Timasius schuhi Zettel, 2004
- Vazquezitocoris schuhi Brailovsky & Barrera, 2012
- Veliometra schuhi Andersen, 1977
- Voragocoris schuhi Weirauch, 2012